# الدوري السلوفيني لكرة القدم 1985–86
الدوري السلوفيني لكرة القدم 1985–86 هو موسم من الدوري السلوفيني لكرة القدم ‏. فاز فيه نادي ماريبور.